# Hannah Cunliffe
Pour les articles homonymes, voir Cunliffe.
Hannah Cunliffe, née le 9 janvier 1996 à Seattle, est une athlète américaine, souhaitant représenter l'Italie depuis juin 2016, spécialiste du sprint. Sa naturalisation n'aboutit pas.
Étudiante à l'université de l'Oregon, elle se révèle en avril 2016 en portant son record du 100 m à 10 s 99 sur 100 à Norwalk (Californie) et à 22 s 49 sur 200 m le 15 mai 2016 au Husky Stadium de Seattle. Ces deux temps, meilleurs que les actuels records italiens, la qualifient pour les deux épreuves lors des Jeux olympiques de Rio.